# Gum 10
Gum 10, nota anche come RCW 19, è una grande nebulosa a emissione visibile nella costellazione della Poppa.
Si osserva nella parte sudorientale della costellazione, circa 6° a nordest della stella Naos (ζ Puppis); può essere ripresa con l'ausilio di filtri attraverso un telescopio di media potenza. La sua declinazione moderatamente australe comporta che dalle regioni boreali la sua osservazione sia in parte difficoltosa, specialmente oltre i 50°N. Dall'emisfero australe invece è osservabile per buona parte delle notti dell'anno. Il periodo migliore per la sua osservazione nel cielo serale è compreso fra i mesi di dicembre e maggio.
Si tratta di una regione H II di grandi dimensioni posta alla distanza di circa 3300 parsec (circa 10760 anni luce), sul Braccio di Perseo; la massa di gas ionizzato possiede una forma allungata in senso WNW-ESE e fa parte di una grande nube molecolare con una massa di circa 200.000 masse solari. La stella maggiormente responsabile della ionizzazione dei suoi gas è HD 69464, una stella di classe spettrale O7 con forti linee di emissione di magnitudine 8,88 e un'età non superiore ai 4 milioni di anni. Questa stella farebbe parte, assieme ad altre di classe O e B, di un giovanissimo ammasso aperto ionizzante, noto come [KPR2005] 45. Queste e altre stelle massicce delle prime classi spettrali costituiscono una grande associazione OB nota come Puppis OB3, in cui è compresa anche la stella CD -35 4412, che concorre alla ionizzazione della nebulosa. Nella regione sono attivi dei fenomeni di formazione stellare, come conferma la presenza di diverse sorgenti di radiazione infrarossa e diverse stelle T Tauri; la regione di formazione stellare di cui fa parte è indicata col numero 2114 nel catalogo Avedisova del 2002. Dello stesso complesso nebuloso fa parte anche Gum 11.